# Anodonthyla vallani
Anodonthyla vallani е вид жаба от семейство Тесноусти жаби (Microhylidae). Видът е критично застрашен от изчезване.

## Разпространение
Разпространен е в Мадагаскар.